# Legge di Ostwald
La legge di Ostwald delle diluizioni permette di mettere in relazione la costante di dissociazione di un elettrolita debole con la conduttività ionica equivalente.
Fu sviluppata nel 1888 da Wilhelm Ostwald.

## La formula di Arrhenius
Poiché la conduttività ionica equivalente di un elettrolita debole, a parità di condizioni ambientali e solvente, dipende dal numero effettivo di ioni presenti in soluzione, si ha 
{\displaystyle \Lambda =K\alpha \ }
dove K è una costante di proporzionalità ed α è il grado di dissociazione.
A diluizione infinita α = 1 e Λ si identifica con Λ0, per cui
{\displaystyle \Lambda _{0}=K\ }
e dividendo Λ per Λ∞ si ottiene
{\displaystyle {\frac {\Lambda }{\Lambda _{0}}}=\alpha }
Quest'ultima è nota col nome di formula di Arrhenius ed è applicabile per elettroliti deboli in soluzione diluita, quindi nei casi in cui le interazioni ioniche sono trascurabili.

## La legge di Ostwald
In base alla formula di Arrhenius è possibile calcolare la costante di dissociazione di un elettrolita debole. Consideriamo il generico equilibrio chimico AB {\displaystyle \rightleftharpoons } A+ + B-, le concentrazioni all'equilibrio, in funzione del grado di dissociazione, sono le seguenti:
{\displaystyle [AB]=C(1-\alpha )\ }
{\displaystyle [A^{+}]=\alpha C\ }
{\displaystyle [B^{-}]=\alpha C\ }
che inserite nell'espressione della costante di equilibrio
{\displaystyle K_{eq}={\frac {[A^{+}][B^{-}]}{[AB]}}}
danno 
{\displaystyle K_{eq}={\frac {\alpha ^{2}C}{1-\alpha }}}
e sostituendo il grado di dissociazione ottenuto tramite la formula di Arrhenius, si ha
{\displaystyle K_{eq}={\frac {\Lambda ^{2}C}{\Lambda _{0}(\Lambda _{0}-\Lambda )}}.}
Questa è la legge di Ostwald e permette di calcolare, ad una data temperatura, il valore della costante di dissociazione di un elettrolita debole conoscendo la sua conduttività ionica equivalente e la sua conduttività ionica equivalente limite. Questa legge è applicabile per soluzioni diluite di elettroliti deboli. Nel caso di un elettrolita forte o di media forza, i presupposti di validità originari vengono a mancare ed occorre esprimere l'equilibrio in termini di attività.
{\displaystyle K_{eq}={\frac {\Lambda ^{2}a}{\Lambda _{0}(\Lambda _{0}-\Lambda )}}}
Tale equazione può essere linearizzata nel modo seguente, ottenendo come intercetta il reciproco di Λ0, mentre la pendenza permette di ricavare la costante di dissociazione Keq
{\displaystyle 1/\Lambda =1/\Lambda _{0}+{\frac {\Lambda C}{K_{eq}\Lambda _{0}^{2}}}.}
Inoltre applicando la relazione precedentemente descritta
{\displaystyle \Lambda ={\frac {1000\gamma }{N}}}
ricavando γ da misure di conducibilità ed assumendo Λ = Λ0, a causa delle condizioni molto diluite dell'equilibrio di precipitazione, è possibile calcolare il valore del prodotto di solubilità di un elettrolita poco solubile ricavando la normalità N e risalendo alla concentrazione molare.